# Källmyrtjärnen (Fjällsjö socken, Ångermanland, 708046-153229)
Källmyrtjärnen är en sjö i Strömsunds kommun i Ångermanland och ingår i Ångermanälvens huvudavrinningsområde. Sjön har en area på 0,0886 kvadratkilometer och ligger 214,8 meter över havet.

## Delavrinningsområde
Källmyrtjärnen ingår i det delavrinningsområde (707924-153321) som SMHI kallar för Inloppet i Djuptjärnen. Medelhöjden är 250 meter över havet och ytan är 6,62 kvadratkilometer. Det finns ett avrinningsområde uppströms, och räknas det in blir den ackumulerade arean 7,09 kvadratkilometer. Vattendraget som avvattnar avrinningsområdet har biflödesordning 4, vilket innebär att vattnet flödar genom totalt 4 vattendrag innan det når havet efter 153 kilometer. Avrinningsområdet består mestadels av skog (79 procent) och sankmarker (12 procent). Avrinningsområdet har 0,09 kvadratkilometer vattenytor vilket ger det en sjöprocent på 1,4 procent.